# Кхиеу Сампхан
Кхиеу Сампхан (ошибочно Кхиеу Самфан, кхмер. ខៀវសំផន [kʰiəw sɑmpʰɑːn]; род. 27 июля 1931) — один из лидеров движения «красных кхмеров» («брат номер пять»), занимал должность Председателя президиума (формального главы государства) «Демократической Кампучии» в 1976—1979 годах.

## Биография
Родился в провинции Свайриенг старшим из пяти детей в семье местного судьи, имеет китайско-кхмерское происхождение. В детские годы лишился отца, арестованного и осуждённого за коррупцию, вырос на иждивении матери, торговавшей овощами и фруктами в провинции Кампонгтям.
С 1954 года учился в Париже, где в 1959 году защитил докторскую диссертацию по экономике (тема диссертации — «Экономика и промышленное развитие Камбоджи»). Там же познакомился с Пол Потом, Иенг Сари, Ху Нимом и другими будущими лидерами «красных кхмеров» (позже две сестры Кхиеу Сампхана стали женами Пол Пота и Иенг Сари), был одним из основателей и генеральным секретарём организации камбоджийских студентов.
После возвращения в 1959 году на родину стал преподавателем Пномпеньского университета и продолжил политическую деятельность, возглавив Народную партию («Прачеачон»), объединившую молодых радикальных интеллектуалов. В 1960 году был впервые арестован. В 1962 году избран в парламент страны и одновременно назначен министром экономики, однако через 8 месяцев освобождён с этого поста из-за разногласий с правителем страны принцем Сиануком. Позже был арестован за свою революционную деятельность. В 1966 году, будучи популярным в стране, снова избран в парламент. Однако Сианук, обвинив своего бывшего министра в «разжигании революции» после имевшего место восстания в провинции Баттамбанг, приказал вновь арестовать его и приговорить к смертной казни. Однако Сампхану удалось бежать и присоединиться к партизанскому движению «красных кхмеров».
После переворота 1970 года и прихода к власти правительства Лон Нола возглавил Народную Армию Камбоджи, которая через 5 лет добилась победы над правящим режимом, а также стал заместителем премьер-министра Пенн Нута и министром обороны правительства в изгнании (однако при этом подчинялся указаниям Пол Пота).
Выступая в качестве идеолога, он, в частности, говорил: «Нам надо подавить тягу интеллигенции к западному образу жизни. Интеллигенции как таковой вообще быть не должно. Её представители будут заниматься общественным трудом, жить совместно и учиться у народа».
C 1976 года председатель Президиума Демократической Кампучии — формально глава государства.
После поражения в войне с Вьетнамом в 1979—1982 годах был министром иностранных дел «коалиционного правительства в изгнании», представлявшего Камбоджу в ООН (в 1982 году на этом посту его сменил не столь одиозный Сон Санн). В 1985 году стал официальным преемником Пол Пота в качестве главы движения «красных кхмеров». Формально возглавлял Партию Демократической Кампучии и Камбоджийскую партию национального единства — политические структуры «Красных кхмеров» 1980-х и 1990-х годов (первая партия декларировала своей идеологией демократический социализм, вторая — либеральную демократию).
В конце января 1994 года обнародовал так называемое «Обращение к согражданам». В этом документе он утверждал, что новоизбранная власть в стране незаконна, и призывал её свергнуть. В июле 1994 года Кхиеу Сампхан был объявлен главой подпольного Временного правительства национального единства и национального спасения Камбоджи, находившегося в контролируемом полпотовцами Пайлине.
В 1997 году вместе с Нуон Чеа отстранил Пол Пота со всех постов и предал его суду за «предательство революции» (приговорён к «пожизненному аресту»). Создал и возглавил Кхмерскую партию национальной солидарности. Выступал с жёсткой критикой «вьетнамских коммунистов и их марионеток». Поддерживал Нородом Ранарита в противостоянии с Хун Сеном, но не смог оказать ему существенной помощи в вооружённом конфликте июля 1997 года.
В 1998 году вместе с Нуон Чеа сдался камбоджийским властям, проживал в уединении в контролируемом «красными кхмерами» регионе на границе с Таиландом. В 2007 году, узнав об аресте за военные преступления бывшей правой руки Пол Пота Иенг Сари и его жены перенёс сердечный приступ, вскоре после освобождения из больницы арестован по обвинению в преступлениях против человечности.
С апреля 2008 года его дело рассматривал специальный суд (заседания начались 27 июня 2011 года) вместе с Иенг Сари (умер в марте 2013 года), его женой, бывшим министром Иенг Тирит (умерла в 2015 году) и Нуон Чеа (умер в 2019 году).
7 августа 2014 года приговорён специальным судом к пожизненному заключению за преступления против человечности. В ноябре 2018 года Кхиеу Сампхан был признан виновным в геноциде и получил второй пожизненный срок.
Автор книги «Размышления об истории Камбоджи до эры Демократической Кампучии» («Reflection on Cambodian History Up to the Era of Democratic Kampuchea»), вышедшей в 2007 году, в которой отстаивал свой вклад в борьбу за социальную справедливость и национальный суверенитет страны и отрицал ответственность за преступления «красных кхмеров».